# Steel Panthers III
Steel Panthers II: Brigade Command est un jeu vidéo de type wargame créé par Gary Grigsby et Keith Brors et publié par Strategic Simulations en 1997 sur PC. Il est le troisième volet de la série Steel Panthers, après Steel Panthers (1995) et Steel Panthers II (1996). Alors que ses prédécesseurs simulent respectivement des combats tactiques de la Seconde Guerre mondiale et de conflits modernes, le jeu couvre l’ensemble des conflits de 1939 à 2000 par l’intermédiaire d’une quarantaine de scénarios et de six campagnes. Outre les scénarios et les campagnes prédéfinies, le jeu permet également de créer ou de générer aléatoirement des scénarios  personnalisés. Il se distingue de ses prédécesseurs par l’échelle des combats qu’il simule. Ainsi, alors que dans les deux précédents volets, chaque case du champ de bataille représente une distance de 50 yards, les cases y représente une distance de 200 yards. De la même manière, les unités représente des compagnies d’infanterie et des pelotons de véhicules alors que dans les précédents volets, elles représentées des pelotons d’infanterie et des véhicules individuels.

## Système de jeu
Steel Panthers II est un wargame qui simule des combats tactiques. Alors que ses prédécesseurs simulent respectivement des combats tactiques de la Seconde Guerre mondiale et de conflits modernes, le jeu couvre l’ensemble des conflits de 1939 à 2000 par l’intermédiaire d’une quarantaine de scénarios et de six campagnes. Outre les scénarios et les campagnes prédéfinies, le jeu permet également de créer ou de générer aléatoirement des scénarios  personnalisés. Il se distingue de ses prédécesseurs par l’échelle des combats qu’il simule. Ainsi, alors que dans les deux précédents volets, chaque case du champ de bataille représente une distance de 50 yards, les cases y représente une distance de 200 yards. De la même manière, les unités représente des compagnies d’infanterie et des pelotons de véhicules alors que dans les précédents volets, elles représentées des pelotons d’infanterie et des véhicules individuels,.

## Accueil
| Steel Panthers III    |      |       |
| Média                 | Nat. | Notes |
| Computer Gaming World | US   | 3/5   |
| Cyber Stratège        | FR   | 3/5   |
| GameSpot              | US   | 71 %  |
| Gen4                  | FR   | 3/5   |
| PC Gamer UK           | GB   | 62 %  |